# Herbert Wagner (général)
Pour les articles homonymes, voir Herbert Wagner et Wagner.
Herbert Wagner (19 janvier 1896 à Stuttgart - 5 septembre 1968 à Stuttgart), est un Generalleutnant allemand au sein de la Heer dans la Wehrmacht pendant la Seconde Guerre mondiale.
Il est récipiendaire de la Croix de chevalier de la Croix de fer. Cette décoration est attribuée en reconnaissance d'un acte d'une extrême bravoure ou d'un succès de commandement important du point de vue militaire.

## Biographie
Herbert Wagner est capturé en mai 1945 et reste en captivité jusqu'en 1947.

## Décorations
- Croix de fer (1914)
  - 2e Classe
  - 1re Classe
- Croix d'honneur
- Agrafe de la Croix de fer (1939)
  - 2e Classe
  - 1re Classe
- Croix de chevalier de la Croix de fer
  - Croix de chevalier le 23 octobre 1944 en tant que Generalleutnant et commandant de la 132. Infanterie-Division[1]